# European League of Football
European League of Football (ELF) je profesionální liga amerického fotbalu. Liga byla založena v roce 2021 ve stejném roce také byla zahájena první sezóna. Ligu hraje (informace k sezóně 2025) 16 týmů. Jediným českým účastníkem je od sezóny 2023 tým Prague Lions.

## Historie

### Sezóna 2021
Sezóna 2021 začala základní částí 19. června 2021, a skončila 5. září 2021. V lize bylo 8 týmů, přičemž 6 týmů bylo z Německa, jeden z Polska a jeden ze Španělska. Týmy byly rozděleny do dvou divizí Severní a Jižní, a každý sehrál 10 zápasů (5 doma a 5 venku). První dva týmy z obou divizí postoupily do play off. Sezóna byla zakončena finálním zápasem na stadionu Merkur Spiel-Arena v Düsseldorfu. Do finálního zápasu se dostali týmy Frankfurt Galaxy a Hamburg Sea Devils, tým Frankfurt Galaxy vyhrál 32:30
|    | Tým                | Z  | V | P | B     |
| -- | ------------------ | -- | - | - | ----- |
| 1. | Hamburg Sea Devils | 10 | 7 | 3 | 0,700 |
| 2. | Panthers Wroclaw   | 10 | 6 | 4 | 0,600 |
| 3. | Leipzig Kings      | 10 | 5 | 5 | 0,500 |
| 4. | Berlin Thunder     | 10 | 3 | 7 | 0,300 |

|    | Tým                | Z  | V | P | B     |
| -- | ------------------ | -- | - | - | ----- |
| 1. | Frankfurt Galaxy   | 10 | 9 | 1 | 0,900 |
| 2. | Cologne Centurions | 10 | 5 | 5 | 0,500 |
| 3. | Barcelona Dragons  | 10 | 3 | 7 | 0,300 |
| 4. | Stuttgart Surge    | 10 | 2 | 8 | 0,200 |

#### Playoff
Frankfurt Galaxy - Cologne Centurions 36:6
Hamburg Sea Devils - Panthers Wroclaw 30:27

#### Championship Game
Hamburg Sea Devils - Frankfurt Galaxy 30:32

### Sezóna 2022
Základní část sezóny 2022 se hrála od 4.6.2022 do 4.9.2022. V sezóně 2022 se ligy účastnilo 12 týmů z pěti evropských zemí, rozdělených do 3 konferencí po 4 týmech. Každý tým odehrál 12 zápasů (po 6 doma i venku). Po základní části postoupili vítězové skupin a nejlepší tým na druhém místě do play off.
Titul získal tým Vienna Vikings.

## Týmy
V sezóně 2025 ligu hraje 16 klubů, z toho jeden z Česka a to Prague Lions.
Týmy:
- Hamburg Sea Devils
- Wroclaw Panthers
- Berlin Thunder
- Cologne Centurions
- Fehérvár Enthroners
- Frankfurt Galaxy
- Helvetic Mercenaries
- Munich Ravens
- Paris Musketeers
- Madrid Bravos
- Prague Lions
- Rhein Fire
- Raiders Tirol
- Stuttgart Surge
- Vienna Vigings
- Nordic Storm

## Seznam vítězů soutěže
| Tým              | Počet titulů | Vítězné sezóny |
| ---------------- | ------------ | -------------- |
| Rhein Fire       | 2            | 2023, 2024     |
| Vienna Vikings   | 1            | 2022           |
| Frankfurt Galaxy | 1            | 2021           |